# Saint-Pierre (Alta Garonna)
Saint-Pierre è un comune francese di 252 abitanti situato nel dipartimento dell'Alta Garonna nella regione dell'Occitania.

## Società

### Evoluzione demografica
Abitanti censiti

## Monumenti

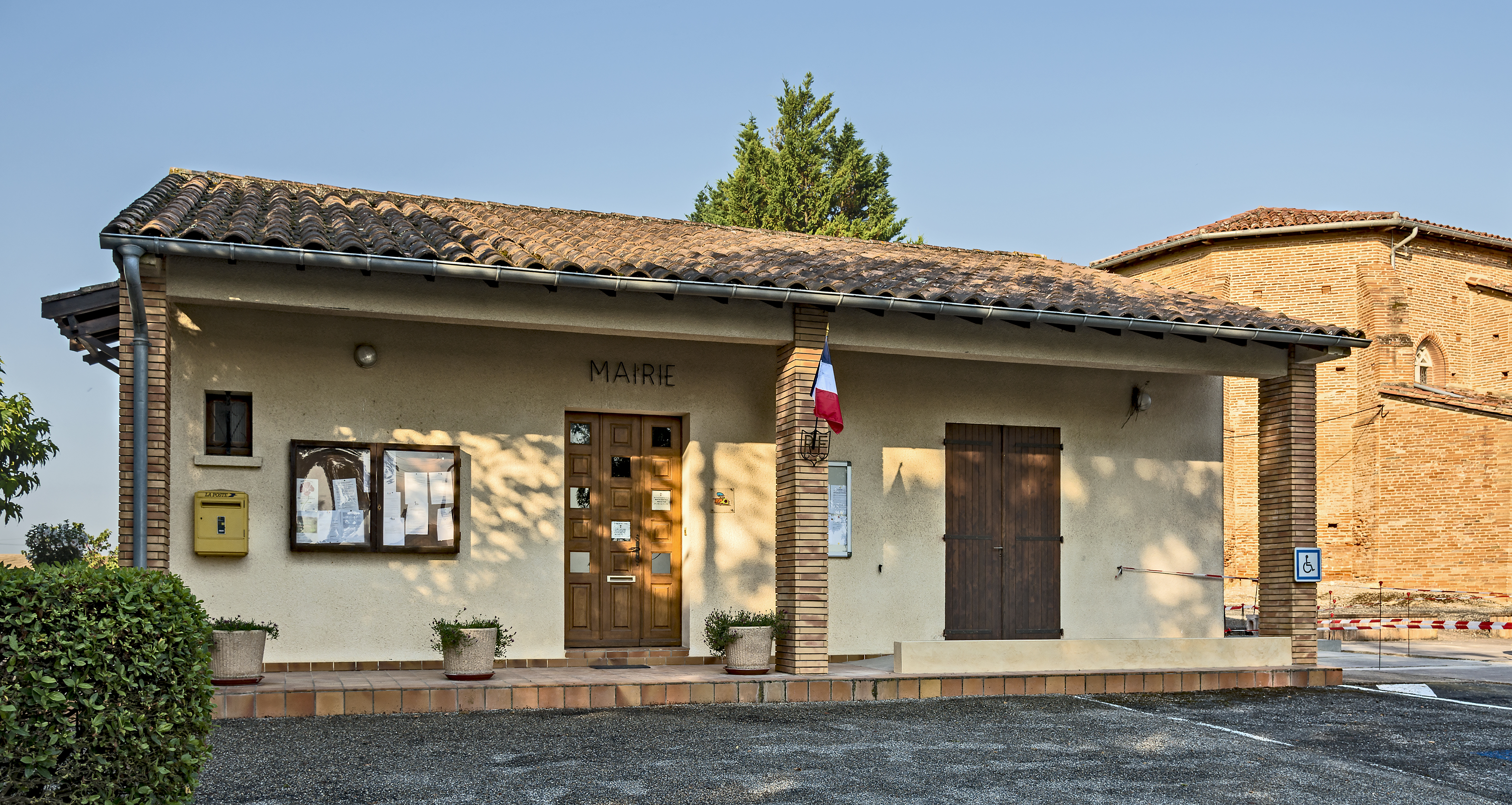
Municipio
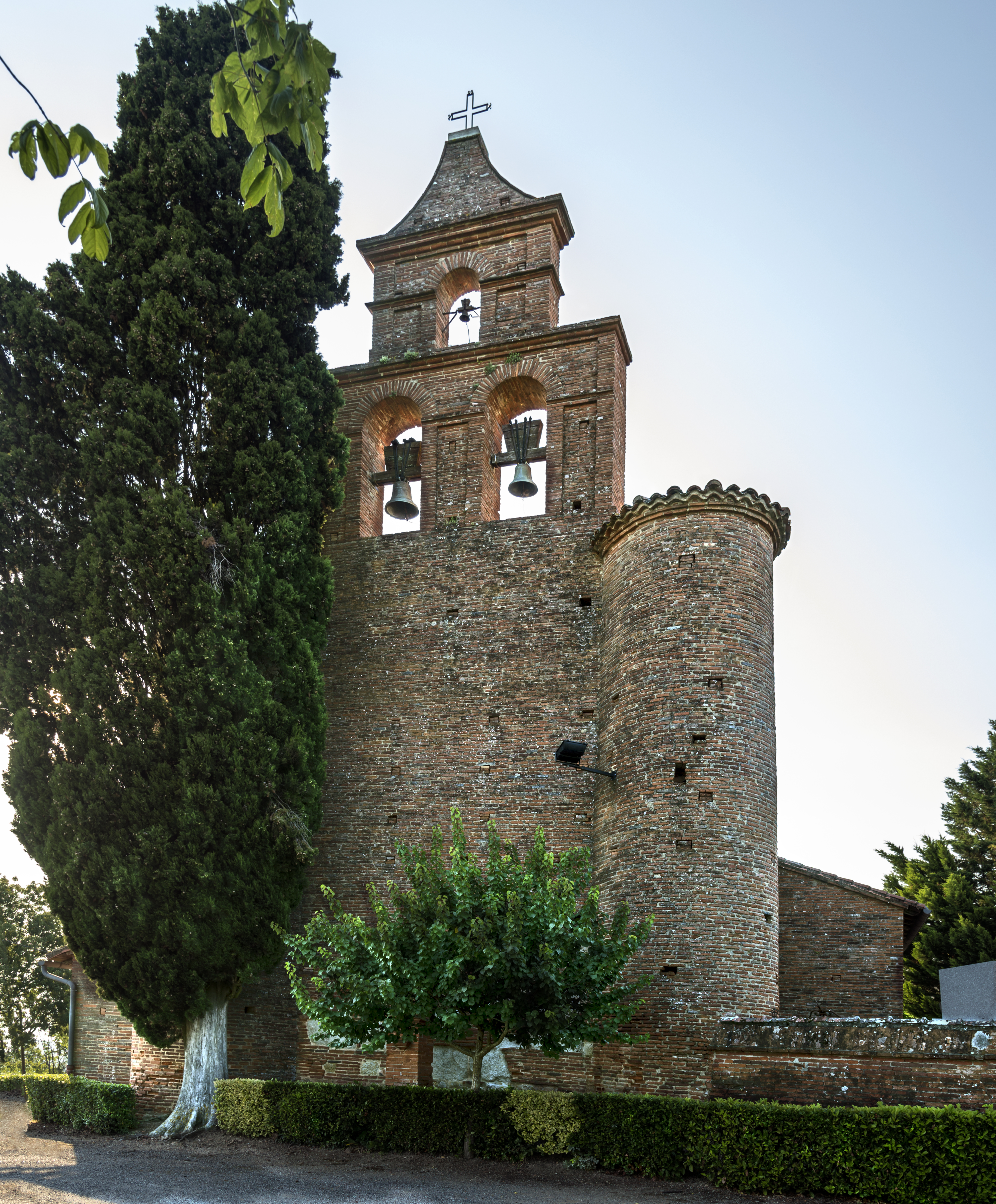
Chiesa di San Martino
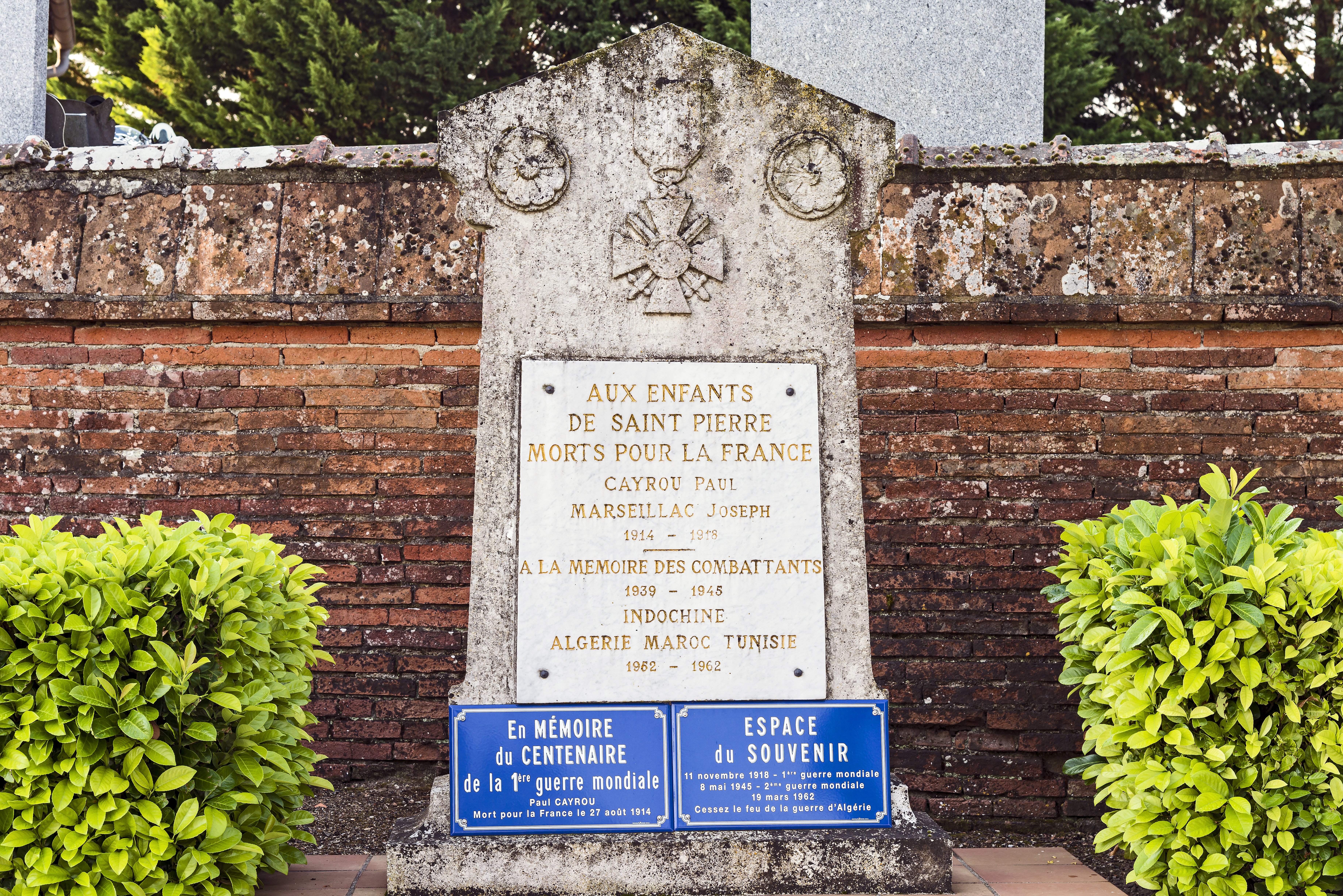
Memoriale di guerra